# Haukkasuo (sumpmark i Finland)
Haukkasuo är en sumpmark i Finland. Den ligger i Kouvola i landskapet Kymmenedalen, i den södra delen av landet, 130 km nordost om huvudstaden Helsingfors.